# スリップ角

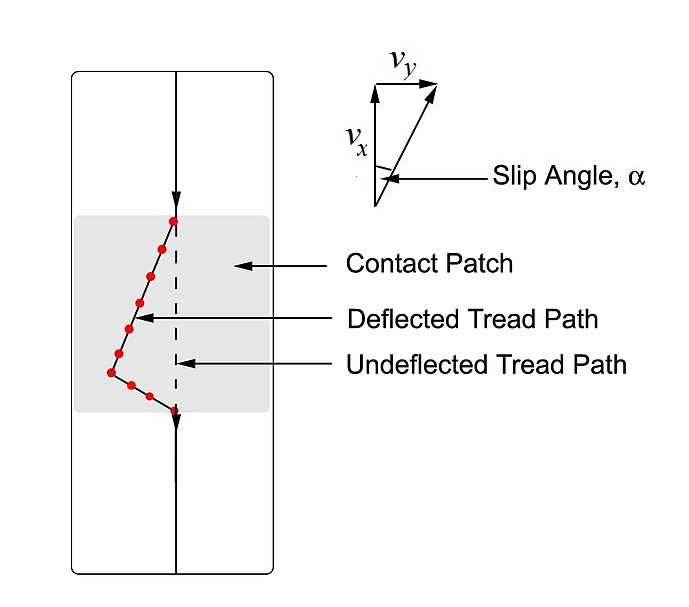
「偏向」された接地面経路、横すべり速度、およびスリップ角。

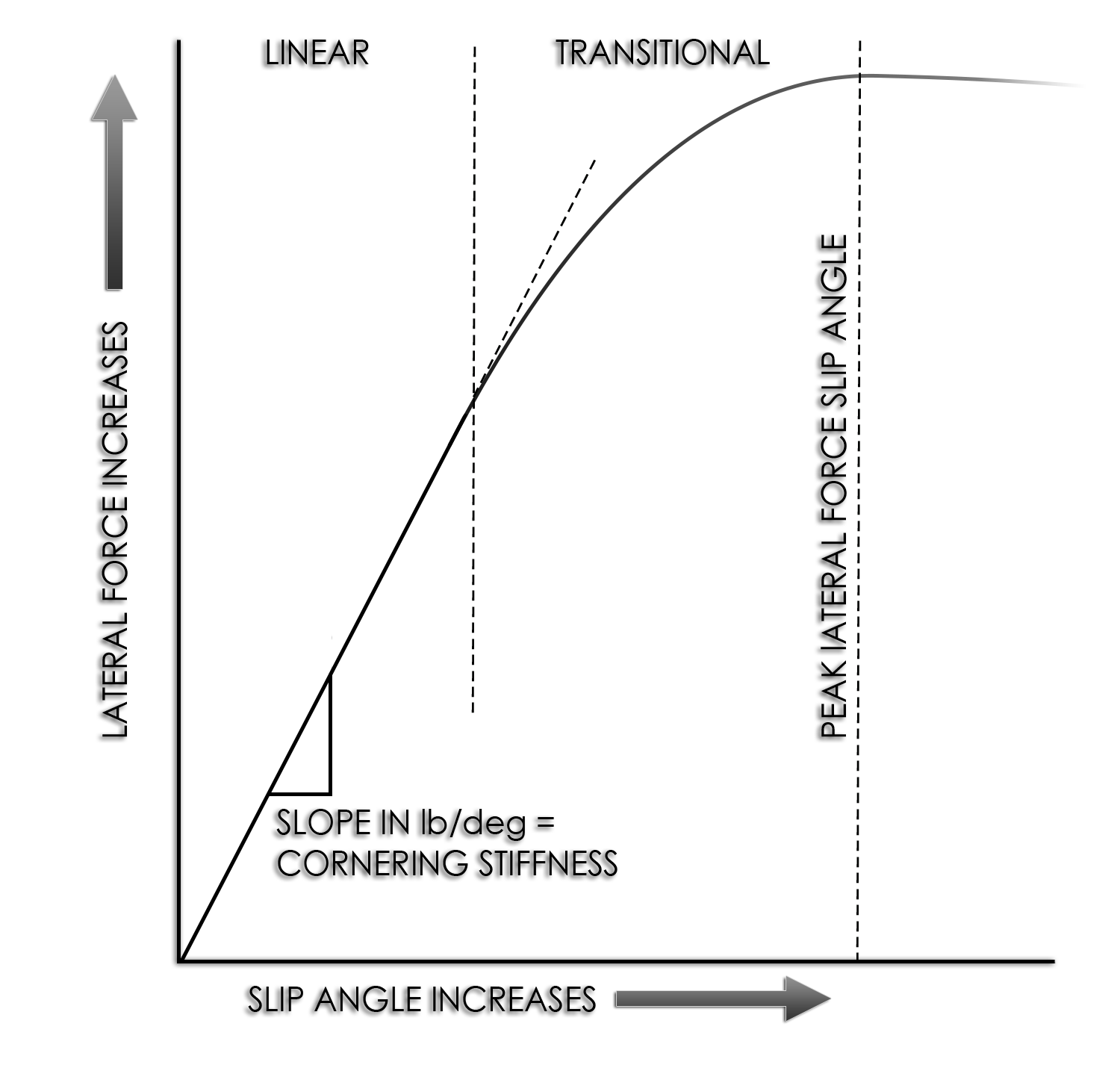
旋回力対スリップ角のグラフ

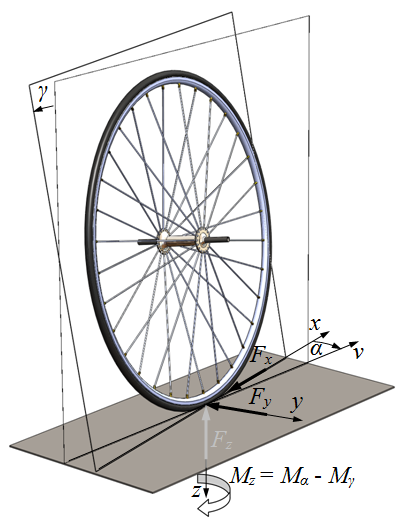
パセイカとCossalterによるタイヤ解析のために使われた座標系。原点は3つの面（車輪中心面、地面、車軸に沿った垂直面）の交点である。x軸は地面と車輪中心面内にあり、おおよそ進行方向の前方を向いている。y軸も地面内にあり、上から見た時にx軸から時計回りに90° 回転している。z軸は地面に垂直で、原点から下向きである。セルフアライニングトルクらスリップ角、およびキャンバー角 も示されている。

車両の運動力学において、スリップ角（スリップかく、英語: Slip angle、sideslip angle）または横すべり角は、車輪が向いている方向と実際に車輪が進行している方向との間の角度である（すなわち、前方速度ベクトル{\displaystyle v_{x}}と、車輪の前方速度{\displaystyle v_{x}}および横速度{\displaystyle v_{y}}の和との間の角度）。このスリップ角によって旋回求心力（コーナリングフォース）が生まれる。旋回求心力は接地面の面内にあり、接地面と車輪の中心面の交線に対して垂直である。この旋回求心力は、スリップ角の初めの数度に対しておおよそ線形に増大し、次に減少し始める前の最大値まで非線形に増大する。
スリップ角{\displaystyle \alpha }は
{\displaystyle \alpha \triangleq -\arctan \left({\frac {v_{y}}{|v_{x}|}}\right)}
と定義される。

## 原因
ゼロでないスリップ角は、タイヤのカーカス（胴体部）とトレッドの変形が原因で起こる。タイヤが回転すると、接地面と路面との間の摩擦は、個々のトレッド「要素」（接地面の有限部分）は路面に対して定常状態になる。横すべり速度uが導入されると、接地面は変形する。トレッド要素が接地面に入る時、路面とタイヤの摩擦によってトレッド要素が定常のまま、タイヤが横方向に動き続ける。したがって、トレッド要素は横方向に「たわむ」ことになる。タイヤと車輪が定常なトレッド要素から離れる方向に偏向していると考えることもできるが、車輪中心面を中心に座標系を固定するのが慣習である。
トレッド要素が接地面内を移動する間、車輪中心面からさらに偏向される。このたわみにより、スリップ角と旋回求心力が発生する。旋回求心力が増加する速度は緩和長によって表される。

## 効果
前車軸と後車軸のスリップ角間の比（前タイヤと後タイヤのスリップ角の関数）は、所与の旋回における車両の挙動を決定する。もしスリップ角の前後比が1:1より大きいならば、車両はアンダーステアの傾向を示すのに対して、比が1:1より小さければオーバーステアを生む。実際の瞬間的スリップ角は、路面の状況を含む多くの要因に依存するが、車両の懸架装置（サスペンション）は特定の動的特性を促進するために設計することができる。発生するスリップ角を調節する主な手段は、前後の横荷重移動の相対量を変動させることによって相対的ロールカップル（旋回中に車輪の内側から外側への荷重移動の速度）を前から後ろへ変えることである。これは、サスペンションの変更またはアンチロールバーの追加のいずれかによって、ロールセンターの高さを修正、またはロール剛性を調節することによって達成することができる。
接地面の長さに沿った横すべりにおける非対称性のため、結果として起こるこの横すべりの力は接地面の幾何中心からはずれており（この距離はニューマチックトレールと呼ばれる）、タイヤ上にトルク（いわゆるセルフアライニングトルク）を作り出す。

## スリップ角の測定
タイヤのスリップ角の測定法には、移動している車両上で測定する方法と、専用の試験装置上で測定する方法の主に2種類が存在する。
車両の移動に伴うスリップ角を計測する装置には、光学式、慣性式、GPS式、GPSと慣性式の併用など、さまざまなものがある。
制御された環境においてスリップ角を測定するために、さまざまな試験機が開発されている。パドヴァ大学にはオートバイ用タイヤ試験機がある。それは直径3メートルの円盤を使い、最大54度の固定ステアとキャンバー角で保持したタイヤの下で回転させる。センサーが発生した力とモーメントを測定し、トラックの曲率を考慮した補正が行われる。その他の装置では、回転ドラムの内側または外側、スライドする板、コンベアベルト、または実際の路面に試験タイヤを押し付けるトレーラが使用される。